# Odontochrydium arabicum
Odontochrydium arabicum  (лат.) — вид ос-блестянок рода Odontochrydium (Chrysidini) из отряда перепончатокрылые насекомые. Йемен, Оман, Саудовская Аравия.

## Описание
Мелкие осы-блестянки. Длина тела 5,2 мм. Длина переднего крыла 3,9 мм. Тело темно-синее с фиолетовыми и зеленоватыми металлическими отблесками; среднескутальное срединное поле сетчато-ямчатое, с двумя толстыми продольными гребнями, образующими удлинённую ямку между гребнями; метасомальные тергиты пунктированы множеством крупных ямок-пунктур. Верхушечный срединный зубец третьего тергита T3 длиннее или заметно длиннее боковых; стерниты S1 и S2 с парой широко расставленных чёрных пятен, примыкающих к латеральному краю стернитов. Предположительно, как и другие близкие виды паразитоиды различных ос (Eumenidae и Sphecidae), в гнезда которых откладывают свои яйца, как кукушки. Вышедшая из яйца личинка блестянки затем поедает личинку хозяина гнезда.

## Систематика и этимология
Таксон был впервые выделен в 2022 году в составе рода Odontochrydium. Сходен с африканским видом Odontochrydium bicristatum Rosa, 2018  (Кения), отличаясь как внешней морфологией, так и окраской (зелёная у O. bicristatum). Видовое название происходит от места обнаружения (Аравийский полуостров).